# انتقام‌جویان گریت لیکز
انتقام‌جویان گریت لیکز (به انگلیسی: The Great Lakes Avengers) (همچنین به‌عنوان مردان ایکس گریت لیکز، قهرمانان گریت لیکز شناخته می‌شوند) یک تیم ابرقهرمانی خیالی است که در کتاب‌های کمیک آمریکایی منتشر شده و توسط مارول کامیکس ظاهر می‌شود. شخصیت‌ها در انتقام‌جویان سواحل غربی شماره ۴۶ (ژوئیه ۱۹۸۹) معرفی شدند و توسط جان بیرن خلق شدند.

## تاریخچه انتشار
این تیم برای اولین بار در قسمت ۲ انتقام جویان سواحل غربی، #۴۶و سپس در شماره‌های #۴۸–۴۹ و #۶۴ ظاهر شد، و یک حضور کوتاه در انتقام جویان سواحل غربی سالانه #۶ داشتند  انتقام جویان گریت لیکز همچنین در شماره ۳۰۹ انتقام جویان و در سال ۱۹۹۰ انتقام جویان سالانه ظاهر شد. به دنبال آن در شماره‌های #۱۵–۱۷ و #۲۵ صاعقه‌ها و شماره‌های #۱۰–۱۱ ظاهر شدند. این تیم همچنین در شماره ددپول #۶۱ ظاهر شد.
مجموعه ای جدید و در حال اجرا از این تیم در سال۲۰۱۶ توسط نویسنده زک گورمن و ویل رابسون آغاز شد.

## اعضا

### بنیانگذاران
| شخصیت               | اسم واقعی       | ملحق شد در                                    | یادداشت                                          |
| ------------------- | --------------- | --------------------------------------------- | ------------------------------------------------ |
| آقای جاودانه (رهبر) | کریگ هالیس      | انتقام‌جویان ساحل غربی #۴۶ (جلد ۲، ژوئیه ۱۹۸۹) | رهبر فعلی تیم.                                   |
| دینا سوار           | دینا سوار       | انتقام‌جویان ساحل غربی #۴۶ (جلد ۲، ژوئیه ۱۹۸۹) | توسط گرداب در انتقام جویان گریت لیکز #۱ کشته شد. |
| برتای بزرگ          | اشلی کرافورد    | انتقام‌جویان ساحل غربی #۴۶ (جلد ۲، ژوئیه ۱۹۸۹) | فعال در انتقام جویان گریت لیکز.                  |
| فلتمن               | دکتر وال ونتورا | انتقام‌جویان ساحل غربی #۴۶ (جلد ۲، ژوئیه ۱۹۸۹) | فعال در انتقام جویان گریت لیکز.                  |
| دربان               | دیمار دیویس     | انتقام‌جویان ساحل غربی #۴۶ (جلد ۲، ژوئیه ۱۹۸۹) | فعال در انتقام جویان گریت لیکز.                  |

### Trainers
با تمرین دادن به تیم، به آنها کمک کردند، اما مشخص نیست که آنها به آن ملحق شدند یا خیر.
| شخصیت             | اسم واقعی              | ملحق شد در                                    | یادداشت                                 |
| ----------------- | ---------------------- | --------------------------------------------- | --------------------------------------- |
| شاهین چشم (کاهای) | کلینتون فرانسیس بارتون | انتقام‌جویان ساحل غربی #۴۶ (جلد ۲، ژوئیه ۱۹۸۹) | در حال حاضر رهبر گروه انتقام جویان است. |
| ماکینگ برد        | بابی مورس بارتون       | انتقام‌جویان ساحل غربی #۴۶ (جلد ۲، ژوئیه ۱۹۸۹) | در حال حاضر عضو شیلد (S.H.I.L.D)        |